# Genplacering
Genplacering (eller på engelsk Outplacement) er betegnelsen for den indsats, der skaffer job til afskedigede medarbejdere. Indsatsen omfatter personlighedstests, udarbejdelse af curriculum vitae, jobansøgning, analyse af jobmuligheder og mødeteknik, hvis der er tale om kvalitets rådgivning [1], [6]. 
Genplacering sikrer virksomhedens ledelse et godt image hos blivende medarbejdere, modvirker negativ PR om virksomheden, gør ”den svære samtale” positivt fremadrettet og sikrer den afskedigede professionel rådgivning til hurtigt at komme i nyt job [1].

## Historie
Udtrykket "Genplacering" blev opfundet for mere end 40 år siden af grundlæggeren af en konsulent-virksomhed i New York. Efterkrigstidens teknologisk meget dynamiske samfund indebærer at jobindholdet skifter hurtigere end tidligere, hvorfor samfundet for at forblive effektivt behøver, at arbejdskraften flytter til brancher med behov for medarbejdere fra automatiserede områder, hvor behovet reduceres. Et godt eksempel er detailleddets overtagelse af kontantbetalinger via kreditkort, en funktion som bankernes kasser tidligere håndterede. Med de forøgede nedskæringer, afskedigelser og fyringer siden 2. verdenskrig [1] og [2], fandt virksomheder et behov for at kunne mindske traumatiske aspekter ved kollektive afskedigelser, både for afgående medarbejdere og dem der forbliver. Forskningen viser, at det at miste sit job er en af de mest stressende oplevelser, en person oplever, rangeret som den tredje efter død og skilsmisse [3].

## Kritik
En et sides artikel i Wall Street Journal, 20. august, 2009, med overskriften "Outplacement Firms Struggle to Do Job" rapporterede, at de amerikanske virksomheder i stigende grad er utilfredse med kvaliteten af genplacerings-tjenester, de modtager. Journalen rapporter:
Da efterspørgslen bliver ved med at stige i den nu 4-milliarder-dollars-om-året industri, udbyder genplaceringsvirksomhederne i stigende grad mere og mere standardiserede tjenesteydelser, som ikke giver nogen værdi. Virksomhederne ønsker at skille sig hurtigt og billigt af med tidligere ansatte, og pålægger dem tidsfrister, som hæmmer effektiviteten.
Samtidig konkluderes i en australsk journal fra foråret samme år (2009), at det er vigtigt at rådgivningen er individuel og fokuseres på den enkeltes behov, baseret på personligheds test fortaget af outplacement udbyder og tidligere arbejdsgiver. [4]

## Hvorfor benytte genplacering?

### Humane årsager
Undersøgelser viser, at ved brug af Genplaceringsrådgivning kommer den ansatte ofte i et nyt job, som passer hans/hendes personlighed bedre, end jobbet han/hun kommer fra. Markedsføring af sig selv er et mentalt blufærdigheds problem for mange, hvorfor en mental bearbejdning er væsentlig. Kampen mod det ukendte er svær for mange: nytter det etc.? Derfor er det vigtigt med professionel støtte, der skaber tryghed.
Rådgivning forkorter den lediges jobsøgnings periode, ved at han/hun kommer hurtigere i arbejde. Dette er med til at skabe in win-win situation for parterne. 
Er organisationen i mediernes søgelys i forbindelse med en fusion eller generelle nedskæring, vil genplacering medvirke til holde effektiviteten oppe ved at berolige blivende medarbejdere og andre stakeholdere. 